# Вачедзори
Вачедзорский монастырь (груз. ვაჩეძორის მონასტერი) — грузинский монастырский комплекс IX века, расположенный в Турции, в исторической области Тао, к юго-востоку от деревни Ниакоми, современной деревни Кечили (тур. Keçili).

## История
Комплекс был исследован в 1907 году в ходе археологической экспедиции в Южной Грузии, проводимой академиком Эквтиме Такаишвили. Монастырский ансамбль включал в себя главный храм, посвящённый Святому Стефану, а также прилегающие поздние постройки, такие как колокольня, трапезная, сокровищница, каменные залы и другие сооружения.
По свидетельству Эквтиме Такаишвили, в одной из построек была найдена фрагментированная асомтаврули (грузинская письменность) надпись, согласно которой алтарная часть главного храма была построена в 1306 году на средства Русудан, дочери грузинского царя Деметре II. Другая асомтаврульная надпись находилась на втором этаже колокольни рядом с изображением мастера.
Название «Вачедзори» было установлено Эквтиме Такаишвили на основании документов XV века, найденных в пещере неподалёку от монастыря. До этого он упоминался как «Ванк». В одном из грузинской рукописи XI века упоминается монах Григол Вачедзорели, который переписывал рукописи в лавре Шатберди, что свидетельствует о существовании монастыря ещё в IX веке.
В пещере рядом с монастырём были найдены несколько документов XV века, написанных на грузинском гражданском шрифте (мхедрули). Среди них:
- Устав монастыря Вачедзори, согласно которому настоятель монастыря, свечник (канделак) и братия обратились к эриставт-эриставу и мчеджурчлетухуцесу Заза Панаскертели с просьбой освободить монастырь от налогов (алавы). Заза удовлетворил просьбу и выдал монастырю грамоту с клятвой.
- Два договора купли-продажи.
- Три письма монастырской общины.

Документы также содержат упоминания о таких населённых пунктах Тао, как Хаваги, Наморети, Пардзори, Ориси. Они подтверждают, что в первой половине XV века, несмотря на усиление власти князей Джакели, Панаскертели сохраняли контроль над монастырями и крепостями региона.
После XV века монастырь Вачедзори перестал упоминаться в письменных источниках. Вероятно, он был заброшен. Позднее в документах Чылдырского эялета Османской империи (1694–1732) упоминается только близлежащее село Ниакоми, находившееся в нахийе Таоскари лива Артаани.

## Описание памятника
Главный храм монастыря Вачедзори представляет собой купольное сооружение, где купол опирался на четыре отдельно стоящих столба. Стены храма построены из мелкого, грубо обработанного камня, уложенного в ровные ряды. Шея купола низкая и широкая, опирается на тромпы — архитектурный элемент, редко встречающийся после IX века. Украшения в виде резных орнаментов отсутствуют, что характерно для периода до первой половины X века. Единственный сильно повреждённый рельеф указывает на более раннюю дату постройки.
Изначально храм был полностью расписан фресками. Когда Эквтиме Такаишвили обследовал его, сохранились только фрагменты росписей. В куполе изображены пророки с развёрнутыми свитками и архангел Михаил с грузинскими надписями. В алтаре представлены отцы церкви, а в других местах — сцены с участием Иоакима и Анны, апостола Иоанна Богослова и других святых. Южно-восточная однонефная постройка, стоявшая рядом с главным храмом, также была украшена фресками. По мнению Такаишвили, её позднее переоборудовали в церковь. В этой части сохранились надписи, выполненные асомтаврули. Такаишвили датировал росписи этой постройки более поздним периодом, относя их к XV веку.
Двухэтажная колокольня относится к типу, распространённому в Грузии. Её нижний этаж имеет квадратную форму, с воротами, ведущими в монастырский двор, а второй этаж представляет собой восьмиугольный павильон с открытыми арками.

## Фрагменты рукописей монастыря
В историческом селе Ортиси (современное село Эглек, тур. Eğlek) в регионе Тао в 2012 году местный житель обнаружил четыре фрагмента рукописей в пещере, расположенной рядом с монастырём Вачедзори. Эти фрагменты предположительно относятся к разным рукописям. Один из них, самый небольшой, выполнен на пергаменте. Согласно первоначальным данным, все четыре фрагмента принадлежат разным периодам и рукописям. Самый ранний из них датируется IX–X веками, а три других — XI, XII и XIII веками.